# La leyenda del alcalde de Zalamea
La leyenda del alcalde de Zalamea es una película española dirigida por Mario Camus y estrenada en el año 1973. Versión del drama homónimo de D. Pedro Calderón de la Barca. Antón García Abril compuso el Romance del ciego, que fue interpretado por Gregorio Paniagua.

## Argumento
Una compañía de soldados al mando del capitán don Álvaro de Ataide (Julio Núñez) llega a la localidad de Zalamea de la Serena, en Badajoz, a causa de la guerra de Portugal. El capitán de ascendencia nobiliaria está alojado en la casa de un rico labrador, Pedro Crespo (Paco Rabal), alcalde de la villa, a cuya hija Isabel (Teresa Rabal) Don Álvaro seduce. Pedro Crespo intenta remediar la situación y que Don Álvaro se case con Isabel, pero Don Álvaro la rechaza por no ser de la nobleza. Este desprecio hiere el honor de toda la familia de Pedro. Aún sin poseer jurisdicción sobre el militar, Pedro Crespo manda prenderle y hace ajusticiar a Don Álvaro ahorcándole. Finalmente el Rey Don Felipe II (Fernando Nogueras), revisa la decisión del alcalde, la ratifica y nombra a Pedro Crespo alcalde perpetuo de Zalamea.